# Деттінген-унтер-Тек
Деттінген (нім. Dettingen) — громада в Німеччині, знаходиться в землі Баден-Вюртемберг. Підпорядковується адміністративному округу Штутгарт. Входить до складу району Есслінген.
Площа — 15,13 км2. Населення становить 6122 ос. (станом на 31 грудня 2020).